# Mamma mia (Sfera Ebbasta e Rvssian)
Mamma mia è un singolo del rapper italiano Sfera Ebbasta e del DJ producer giamaicano Rvssian, pubblicato il 29 aprile 2022 come secondo estratto dall'EP Italiano.

## Video musicale
Il video, diretto da Latemilk, è stato reso disponibile in simultanea con l'uscita del singolo.

## Tracce
Testi di Gionata Boschetti, musiche di King Kosa, Richard McClashie e Tarik Johnston.
1. Mamma mia – 2:46

## Classifiche

### Classifiche settimanali
| Classifica (2022) | Posizione massima |
| ----------------- | ----------------- |
| Italia            | 2                 |

### Classifiche di fine anno
| Classifica (2022) | Posizione |
| ----------------- | --------- |
| Italia            | 42        |